# Alexander Camaro
Alexander Camaro (* 27. September 1901 in Breslau als Alphons Bernhard Kaczmarofski; † 20. Oktober 1992 in Berlin) war ein deutscher Maler, Tänzer und Kabarettleiter.

## Leben
Alexander Camaro verbrachte seine Kindheit und Jugend in Breslau-Morgenau. In jungen Jahren schloss er sich einer Zirkustruppe an und trat als Hochseilartist auf.

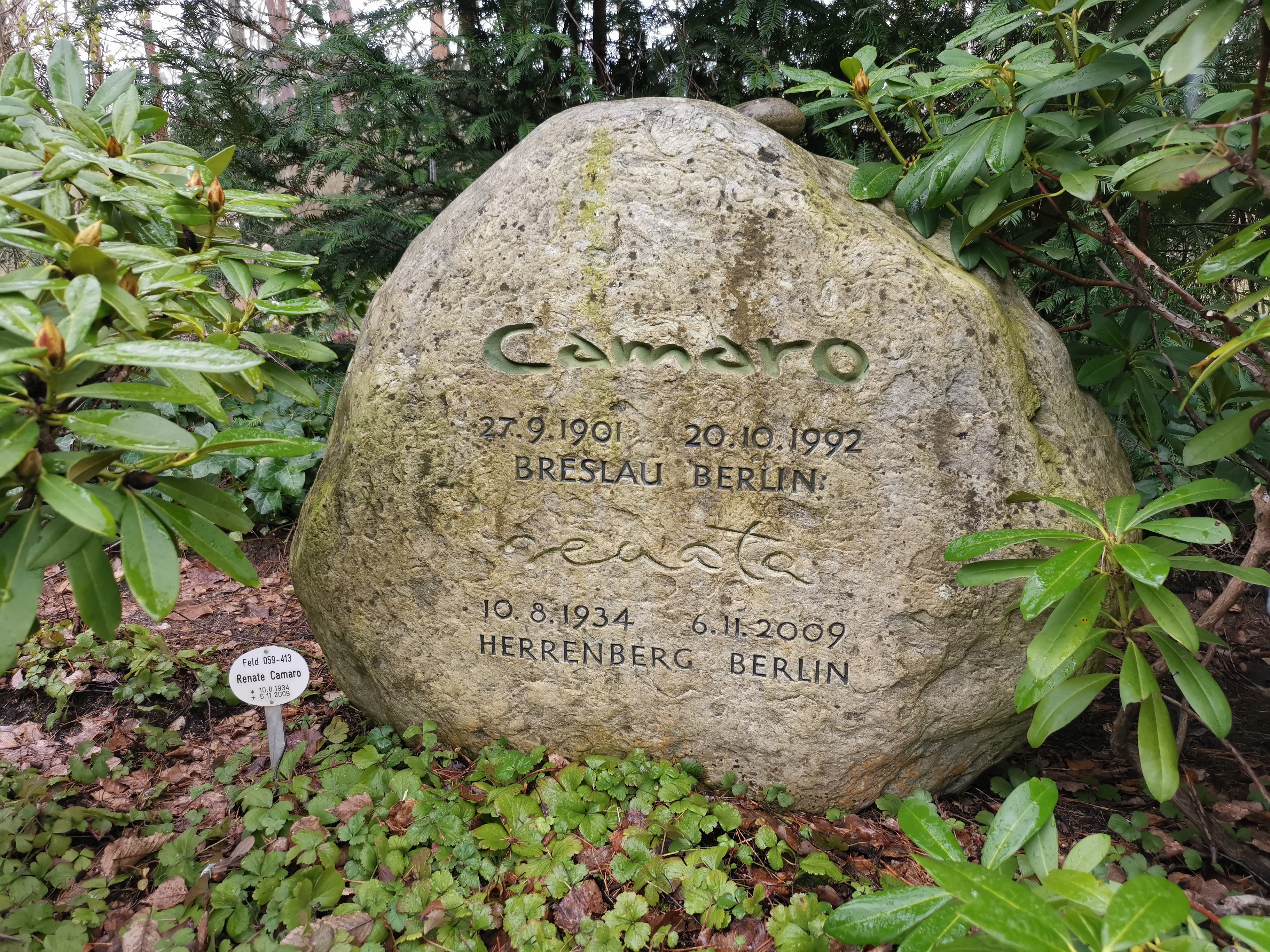
Grabstelle auf dem Waldfriedhof Zehlendorf in Berlin (Feld 59)

Zwischen 1920 und 1925 studierte Camaro an der Staatlichen Akademie für Kunst und Kunstgewerbe Breslau Malerei, unter anderem bei Otto Mueller.
Von 1929 bis 1930 besuchte er als Tanzschüler die „Wigman-Schule“ von Mary Wigman in Dresden. In Wigmans Choreografie zu Albert Talhoffs „Totenmal“ von 1930 trat er unter dem Künstlernamen Alexander Kamaroff als Solist auf. Gemeinsam mit seiner Partnerin Liselore Bergmann tanzte er an verschiedenen Bühnen in Deutschland. Während des Zweiten Weltkriegs wurde Camaro als Tänzer zur Truppenbetreuung an Frontbühnen in Russland, Norwegen und Griechenland dienstverpflichtet. Nachdem die Theater und die Frontbühnen im August 1944 geschlossen wurden, entzog sich Camaro dem Kriegsdienst und beging Fahnenflucht. Auf seiner Flucht von seiner letzten Einsatzregion bei Madüsee in Pommern nahe Szczecinski nach Wiesbaden gelangte Camaro nur bis in das kleine Dorf Stecklenberg nahe Gernrode im Harz, wo er im April 1945 strandete. Hier traf er auf den ebenfalls dort lebenden Künstler Mac Zimmermann und lernte er den Maler Curt Lahs kennen, der in Quedlinburg lebte. Lahs machte Camaro mit dem Quedlinburger Sammler Hermann Klumpp bekannt, der ein Freund des Bauhaus-Meisters Lyonel Feininger war, dessen 1937 zurückgelassenen Werke er in seiner Wohnung verwahrte. 1945/46 empfing er mehrfach Camaro in seinem Haus.
Im Sommer 1945 kehrte Camaro nach Berlin zurück und ließ sich zunächst im Haus seiner Lebensgefährtin Liselore Bergmann in Kleinmachnow nieder. Seine Karriere als Tänzer beendete er und widmete sich fortan seiner bildkünstlerischen Begabung. Binnen kürzester Zeit avancierte er zu einem der erfolgreichsten Maler in den westlichen Besatzungszonen Berlins. Sein Debüt feierte er im Juni 1946 in der Berliner Galerie Gerd Rosen mit der Ausstellung Bilder von Alexander Kamaroff. Ende des Jahres legte er seinen alten Künstlernamen ab und nannte sich fortan Camaro. Es folgten weitere Präsentationen in den West-Berliner Galerien von Walter und Irene Schüler sowie von Reinhard Franz. Im Frühjahr 1947 wurden erstmals 6 Gemälde und 2 Radierungen Camaros in der Sowjetischen Besatzungszone in der Kleinen Galerie an der Ulrichskirche in Halle (Saale) gezeigt. Im Dezember 1947 erwarb das Kunstmuseum Moritzburg Halle (Saale) als erstes deutsches Museum ein Gemälde des Künstlers.
1949 gehörte Camaro zu den Mitbegründern des legendären, surrealistisch geprägten Berliner Künstlerkabaretts Die Badewanne. Er war konzeptionell und darstellerisch tätig, unter anderem als Maler, Tänzer und Pantomimekünstler. Er trat in den wiedergegründeten Deutschen Künstlerbund 1950 ein und beteiligte sich an dessen erster Jahresausstellung mit vier Ölgemälden, darunter der großformatigen Rosa Dame (1949).
Nach einer umfassenden Ausstellung seiner bisherigen Werke im Haus am Waldsee in Berlin erhielt Camaro 1951 den Berliner Kunstpreis der Akademie der Künste. Ein Jahr später wurde er zum Professor für Malerei an die Hochschule für Bildende Künste Berlin berufen. 1952 fand eine umfangreiche Wanderausstellung seiner Werke durch verschiedene Städte in der Bundesrepublik statt.
1966 heirateten Alexander Camaro und Renata Gentner (* 1934 in Herrenberg). Ab 1971 bezog das Ehepaar ein Atelierhaus in Kampen auf Sylt. Sie arbeiteten abwechselnd in Kampen und Berlin.
Alexander Camaro starb 1992 im Alter von 91 Jahren in Berlin. Sein Grab befindet sich auf dem Waldfriedhof Zehlendorf.

## Werk
Camaros umfangreiches Werk beinhaltet Malerei, Grafik, Zeichnungen, Collagen, Tanz, Film und Text.
Seine frühen bildnerischen Arbeiten umfassen vor allem die Themen Zirkus, Varieté, Bühne und Theater –, Bestandteile Camaros damaliger Lebenswelt. Zeit seines Lebens blieben sie ein wichtiger Bezugspunkt und fanden immer wieder Eingang in sein Werk.
Mit dem Bilderzyklus „Das hölzerne Theater“ von 1945/1946 konnte sich Camaro in der Berliner Nachkriegskunstszene etablieren. Hierin zeigt sich beispielhaft seine Auffassung vom Raum: bildnerisch umgesetzt in gestaffelten, sich überlagernden Formen, kühnen Bildanschnitten und schräggestellten Flächen. In den Werken bis Ende der 1940er Jahre arbeitete Camaro vor allem figürlich, seine Bilder zeichnen sich durch eine erzählerische, zum Teil hintergründige, aber auch schwermütige Poetik aus. In der eher zurückhaltenden Farbigkeit dominieren Brauntöne mit kontrastierenden hellen Farbakzenten.
Ab den 1950er Jahren widmete sich Camaro verstärkt der abstrakten Malerei. Scharf umrissene Formen und Zeichen bestimmen seine Arbeiten. Mit den „Instrumentenbildern“ aus den 1960er Jahren kehrte Camaro zurück zu figurativen Bildelementen. Auf der Suche nach einem Leben in Einklang mit der Natur fand Camaro auf Sylt eine besondere Inspirationsquelle für die Darstellungen von Naturlandschaft und Licht. Helle Farben, insbesondere Weißtöne, dominieren die großformatigen Leinwände seines Spätwerks, auf denen er unter anderem mittels Collage-Techniken seine Gemälde belebt.
Camaro erhielt seit 1955 Aufträge für Kunst im öffentlichen Raum. So entsteht unter anderem in Zusammenarbeit mit der Keramikkünstlerin Susanne Riée die Ausstattung mit farbigen Glasbausteinen der Berliner Philharmonie (1963), der Staatsbibliothek Berlin (1974/75), des Musikinstrumenten-Museum Berlin (1980/81) sowie des Kammermusiksaals Berlin (1986).
Ein Teil seines schriftlichen Nachlasses befindet sich im Deutschen Kunstarchiv im Germanischen Nationalmuseum in Nürnberg.

## Alexander und Renata Camaro Stiftung
Die 2009 von Renata Camaro gegründete Alexander und Renata Camaro Stiftung verwaltet das Werk des Künstlerpaars. Der Öffentlichkeit wird es durch Publikationen und Ausstellungen im „Camaro Haus“ sowie Ausstellungsbeteiligungen an anderen Orten zugänglich gemacht. Zudem fördert die Stiftung zeitgenössische Malerei, Tanz, Literatur, Film und Musik in Anknüpfung an Alexander Camaros vielseitiges Schaffen.

## Ausstellungen (Auswahl)
- 1946: Bilder von Alexander Kamaroff und Plastik von Gustav Seitz, Galerie Gerd Rosen, Berlin[14]
- 1949: Kunst in Deutschland 1930–1949, Kunsthaus Zürich
- 1951: Haus am Waldsee, Berlin
- 1952: Kestner-Gesellschaft Hannover
- 1955: documenta 1, Kassel
- 1955: The 1955 Pittsburgh International Exhibition of Contemporary Painting, Carnegie Institute, Pittsburgh
- 1955: Peintures et Sculptures non figurative en Allemagne d’aujourd’hui, Cercle Volney, Paris
- 1959: documenta II, Kassel
- 1969: Camaro. Bilder, Aquarelle, Graphik, Akademie der Künste, Berlin
- 1975: Als der Krieg zu Ende war. Kunst in Deutschland 1945–1950, Akademie der Künste, Berlin
- 1983: Camaro. Ölbilder, Aquarelle, Zeichnungen, Neuer Berliner Kunstverein in der Staatlichen Kunsthalle Berlin
- 1992: Arbeiten auf Leinwand aus dem Jahr 1991, Galerie Brigitte Wagner, Museen der Stadt Gotha
- 2004: Alexander Camaro (1901–1992). Die Welt als Bühne, Kunstforum Ostdeutsche Galerie, Regensburg (Katalog)
- 2011: Camaro in der Philharmonie, Berlin, vom 15. Mai bis zum 23. Juni[15]
- 2012: Camaro Zirkusbilder 1918–1987, 12. Mai bis 18. Oktober 2012, Berlin[16]
- 2014: Berlin Surreal … Camaro und das Künstlerkabarett Die Badewanne, Camaro Haus, Berlin, vom 25. April bis 24. Juli 2014[17]
- 2014: Gekommen um zu bleiben. Camaro und Sylt, Galerie im Kaamp-Hüs, Kampen, vom 4. Juli bis 27. August 2014[18]
- 2014: Im Schilf. Camaros Sylt in Berlin, Camaro Haus, Berlin, vom 21. August bis 2. Oktober 2014[19]
- 2015: Im Schilf, Camaro Haus, Berlin, vom 29. August bis 8. Dezember 2015[20]
- 2016: Unica Zürn – Camaro – Hans Bellmer. Arbeiten der 40er bis 60er Jahre, Camaro Haus, Berlin, vom 27. Februar bis 28. Mai 2016[21]
- 2016: Alexander und Renata Camaro. Spiel mit Formen und Figuren, Camaro Haus, Berlin, vom 20. September bis 4. November 2016[22]
- 2018: … und ich liebe das Holz, Camaro Haus, Berlin, vom 8. Dezember 2017 bis 18. Mai 2018[23]
- 2018: Maler. Mentor. Magier. Otto Mueller und sein Netzwerk in Breslau, Berlin Hamburger Bahnhof, Berlin, vom 12. Oktober 2018 bis 3. März 2019[24]
- 2018: Alexander Camaro und Breslau. Eine Hommage, Schlesisches Museum zu Görlitz, Görlitz, vom 19. Oktober 2018 bis 10. März 2019[25]
- 2018: Das Hölzerne Theater. Alexander Camaro und die Bühne, Camaro Haus, Berlin, vom 3. November bis 22. Dezember 2018[26]
- 2022: Alexander Camaro. Die Welt des Scheins. Kunstforum Hermann Stenner,[27] Bielefeld, vom 2. Oktober 2022 bis 26. Februar 2023, sowie Angermuseum, Erfurt, vom 26. März bis 18. Juni 2023
- 2023: Kraft der Melancholie. Alexander Camaro und Seelenverwandte. Kunsthalle "Talstrasse", Halle (Saale), 3. November 2023 bis 25. Februar 2024

## Bibliographie (Auswahl)
- Camaro. Bilder, Aquarelle, Graphik. Eine Ausstellung der Akademie der Künste vom 25. Oktober bis zum 30. November 1969. Akademie der Künste, Berlin 1969. (Ausstellungskatalog).
- Camaro. Ölbilder, Aquarelle, Zeichnungen. Katalog aus Anlass der Ausstellung in der Staatlichen Kunsthalle Berlin vom 3. September – 12. Oktober 1983, NBK, Neuer Berliner Kunstverein e. V. Kataloggestaltung: Lucie Schauer. NBK, Berlin 1983.
- Die Welt als Bühne. Alexander Camaro 1901–1992. Bearbeitet von Gerhard Leistner. Stiftung Kunstforum Ostdeutsche Galerie, Regensburg 2004, ISBN 3-89188-104-5. (Ausstellungskatalog Kunstforum Ostdeutsche Galerie Regensburg vom 21. November 2004 bis 30. Januar 2005).
- Berlin Surreal … Camaro und das Künstlerkabarett Die Badewanne. Herausgegeben von der Alexander und Renata Camaro Stiftung und Dagmar Schmengler. Nicolai, Berlin 2014, ISBN 978-3-89479-857-4. (Ausstellungskatalog Camaro Haus vom 25. April bis 24. Juli 2014).
- Dagmar Schmengler, Agnes Kern: "Der Ring schließt sich". Über Alexander Camaros künstlerische Anfänge in Breslau. In: Dagmar Schmengler u. a. (Hrsg.): Maler. Mentor. Magier. Otto Mueller und sein Netzwerk in Breslau. Kehrer, Heidelberg u. a. 2018, ISBN 978-3-86828-873-5, S. 344–356.
- Alexander Camaro – Lunapark. Schaubühne, Budenzauber und Vergnügungswelt. Herausgegeben von der Alexander und Renata Camaro Stiftung und Dagmar Schmengler. be.bra Verlag, Berlin-Brandenburg 2020, ISBN 978-3-86124-743-2.
- Anna Krüger: Alexander Camaro (1901–1992). Leben und Werk. KIT Scientific Publishing, Karlsruhe 2021, ISBN 978-3-7315-1079-6, doi:10.5445/KSP/1000128312
- Alexander und Renata Camaro Stiftung, Christiane Heuwinkel, Kunstforum Hermann Stenner (Hrsg.): Alexander Camaro. Die Welt des Scheins. Eine Retrospektive, Hirmer Verlag, München 2022, ISBN 978-3-7774-4016-3
- Paula Anke, Cornelia Nowak (Hrsg.): Camaro. Hölzernes Theater. Alexander Camaro und das Ekhof-Theater in Gotha. Mit Fotoarbeiten von Marcel Krummrich. Wasmuth & Zohlen, Berlin 2023, ISBN 978-3-8030-3425-0
- Rataiczyk, Matthias (Hrsg.): Kraft der Melancholie. Alexander Camaro und Seelenverwandte. Kunsthalle "Talstrasse", Halle (Saale) 2023, ISBN 978-3-948389-08-6